# Robopon 2: Ring Version y Cross Version
Robopon 2 Ring Version y Robopon 2 Cross Version son videojuegos distribuidos por Atlus y lanzados para la Game Boy Advance en 2001-2002. Son secuelas del juego Robopon de Game Boy Color. Su lanzamiento simultáneo es similar a los lanzamientos de la serie Pokémon como pares de juegos (como Pokémon Rojo y Azul) para promover la interconectividad entre ellos.
Los juegos son secuelas del juego previo del 2000 Robopon Sun de Game Boy Color. El juego es considerado un clon de Pokémon, pero también se asemeja al juego menos conocido de SNES Robotrek, lanzado por la compañía japonesa de juegos Enix.

## Trama
Tras los eventos del primer juego, la nueva leyenda de la Isla Porombo, Cody, parte a nuevas tierras por nuevos títulos, pero olvida sus Robopon. Antes de poder volver por ellos, su bote es destrozado por una tormenta, y se despierta en el continente de Majiko. Él decide convertirse en el campeón de Robopon de esa tierra; sin embargo, para lograr esto, deberá obtener las XStones únicas en su clase, y desafiar a los poseedores de rango de Majiko. Mientras recolecta las XStones, descubre que los pueblos de Majiko se encuentran afectados por eventos pasados y presentes, y deberá viajar entre el mundo de hace 20 años y el presente para arreglar las cosas.

## Jugabilidad
Dentro de ambas versiones de Robopon 2, los Robopon pueden ser creados encontrando distintos tipos de baterías y combinándolas (este proceso es conocido como «sparking»). Cada combinación de baterías produce un tipo de Robopon distinto. Robopon 2 también expande el sistema de batalla del primer juego implementando peleas de cuatro contra cuatro, permitiendo participar en una gran batalla a todo el grupo de Robopon del jugador. Enfocarse en ciertos enemigos durante las batallas resultará crucial. Otro cambio menos drástico de Robopon es la capacidad de cambiar el color de los Robopon del jugador.

## Recepción
Los dos juegos recibieron reseñas medias en Metacritic. GameSpot nombró a Robopon 2 el segundo mejor juego de Game Boy Advance de agosto de 2002.